# Марк Целій Руф
Марк Целій Руф (*Marcus Caelius Rufus, 28 травня 82 до н. е. —48 до н. е.) — політик та красномовець часів Римської республіки.

## Життєпис
Походив з роду вершників Целіїв. Замолоду навчався риториці у Марка Туллія Цицерона. Товаришував з Публієм Клодієм Пульхром та Катуллом. У 59 році до н. е. успішно виступав у суді із обвинуваченням проти Гая Антонія Гібриди стосовно образи величі римського народу, участі у змові Катиліни та поганому керуванні провінцією. У 56 році до н. е. його вдало захищав Цицерон у звинуваченні у навмисному вбивстві.
У 55 або 54 році до н. е. стає квестором. У 52 році до н. е. обирається народним трибуном, а у 50 році до н. е. — курульним еділом. В цей час активно листувався із Цицероном, який на той час керував провінцією Кілікія.
З початком у 49 році до н. е. громадянської війни між Гаєм Юлієм Цезарем та Гнеєм Помпеєм Магном підтримав першого. У 48 році до н. е. обіймав посаду претора у справах з іноземцями.
Під час відсутності Цезаря у Римі запропонував законопроєкт щодо орендної плати і полегшення тягаря із заборгованості. Проте сенат відхилив ці пропозиції. В результаті Руфа було позбавлено посади. У відповідь Целій організував змову проти сенату та Цезаря. Повстання виявилося невдалим. Целія Руфа було вбито в м. Турії (південна Італія).